# Wilhelm Wallbaum

Wilhelm Wallbaum

Heinrich Wilhelm Wallbaum (* 4. April 1876 in Werther (Westfalen); † 14. September 1933 in Berlin-Spandau) war ein deutscher Gewerkschaftsfunktionär und Politiker (CSP, DNVP).

## Leben

### Herkunft
Wilhelm Wallbaum wurde als Heinrich Wilhelm Schlieker geboren und war der Sohn von Marie Elisabeth Schlieker (1852–1930) aus Steinhagen. Seine Mutter heiratete 1878 den Heizer Heinrich Wilhelm Tönges (1852–1919) aus Essen. Wilhelm wurde von Heinrich Wallbaum (* um 1830; † 1906) adoptiert und besuchte die Volksschule in Deppendorf bei Werther.

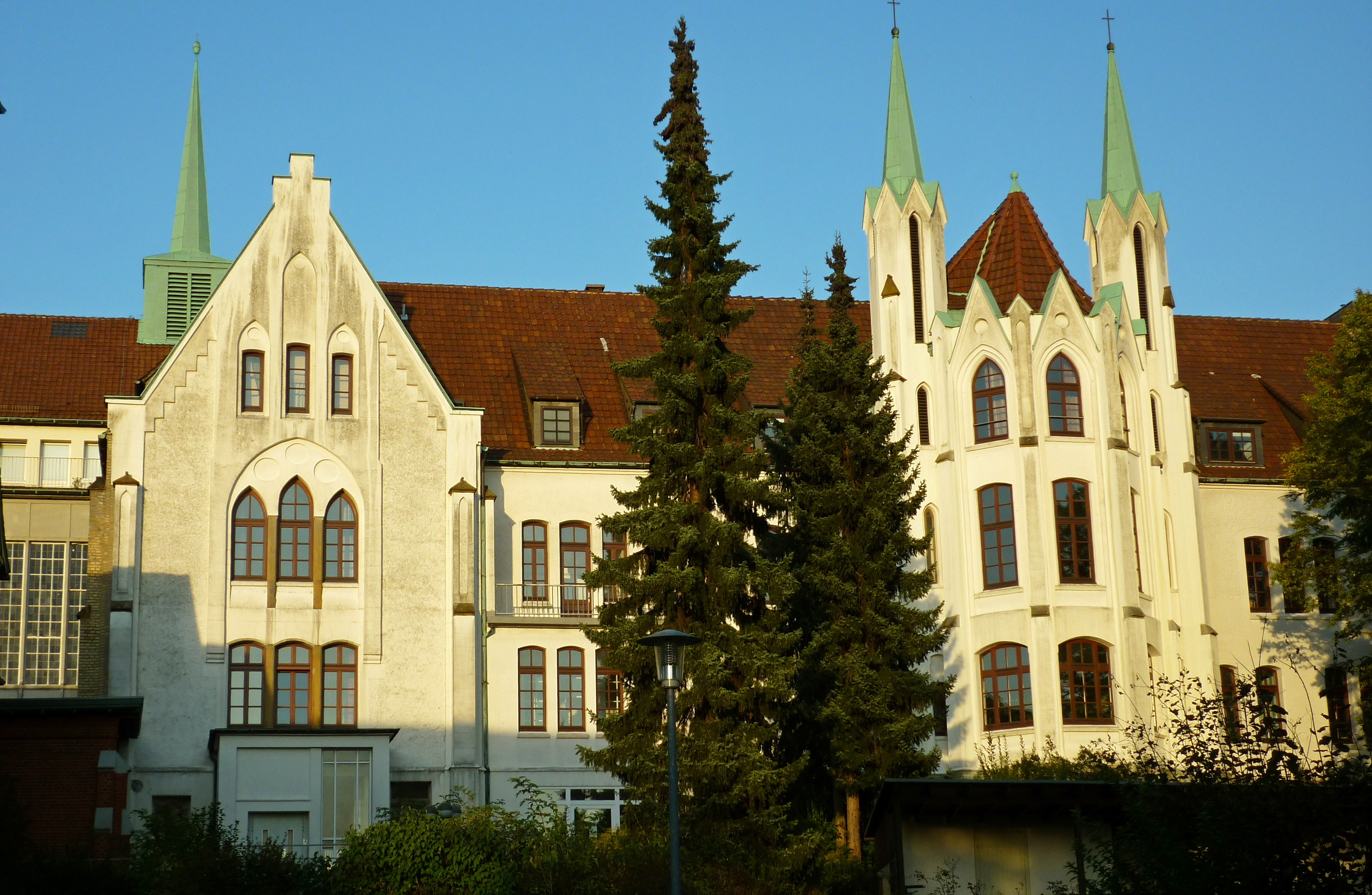
Diakonissenmutterhaus Sarepta

In seiner Jugend wurde Wallbaum vom „Posaunengeneral“ Johannes Kuhlo (1856–1941) gefördert und stand unter dem Einfluss der neupietistischen Erweckungsbewegung und der christlich-sozialen Bewegung Adolf Stoeckers (1835–1909). Er war bis 1898 Seidenweber und Landarbeiter und 1898 bis 1905 Heizer der Zentralheizungen des Diakonissenhauses Sarepta der Von-Bodelschwinghschen-Anstalten Bethel. Wilhelm Wallbaum war verheiratet mit Anna geb. Banze († nach 1933) und hatte eine Tochter Martha (1901–2001; 1933 verheiratete Zanke), und einen Sohn Heinrich (* 1900 oder 1908).

### Christlich-soziales und gewerkschaftliches Wirken im Kaiserreich
Ein erster öffentlicher Auftritt Wilhelm Wallbaums war sein Eintreten für die Wahl christlich-nationaler Gewerbegerichts-Beisitzer im Dezember 1903 als Referent auf einer Versammlung in Jöllenbeck. Kolon (Landwirt) Heinrich Hufendiek aus Tödheide (heutiger Straßenname Auf der Tödtheide) bei Brake, 1898 und 1903 Reichstagskandidat der Christlich-Sozialen Partei (CSP) im Wahlkreis Minden 3 (Bielefeld-Wiedenbrück), war einer seiner engsten Mitstreiter. Von 1905 bis 1910 war Wilhelm Wallbaum evangelischer Arbeitersekretär und Parteisekretär der CSP. Vom 1. November 1905 bis 1913 amtierte er in der Nachfolge des Metallarbeiter-Funktionärs Gewerkschaftssekretär Wilhelm Hild aus Bielefeld und als Vorgänger von Max Hiemisch (1906–1940) als Vorsitzender eines 1903 gegründeten christlichen Gewerkschaftskartells im Ravensberger Land (Bielefeld, Herford, Gütersloh, Jöllenbeck). Auf dem 10. Parteitag vom 30. September – 2. Oktober 1906 in Weimar wurde Wallbaum als „Metallarbeiter“ in den Hauptvorstand der CSP auf Reichsebene gewählt. Der Gewerkschaftssekretär Wallbaum verfasste regelmäßig Beiträge für die ab 1907 in Duisburg erscheinende christlich-soziale Zeitschrift Die Arbeit. Wochenschrift für die schaffenden Stände in Stadt und Land. Bei der Wahlversammlung der Nationalliberalen Partei in Brinkhoffs Tonhalle Bielefeld, Gütersloher Straße, zu den „Hottentottenwahlen von 1907“ befragte Wallbaum den preußischen Handelsminister Theodor Adolf von Möller als Kandidaten im Wahlkreis Bielefeld-Wiedenbrück, der in der Stichwahl später Carl Severing unterlag.
In dieser Zeit war er häufig Gast bei Friedrich von Bodelschwingh d. Ä. (1831–1910), der in Bielefeld-Gadderbaum sein Nachbar war, und bei dessen Sohn Gustav von Bodelschwingh (1872–1944) in Dünne. Bei D. Friedrich von Bodelschwingh d. J. (1877–1946) fanden jährlich im August Bibelwochen der Evangelischen Sekretärsvereinigung. Christlich-nationale Gewerkschaft der evangelischen Arbeitnehmerbewegung statt, der auch Wallbaum angehörte.
Bei der 3. Westdeutschen Konferenz Evangelischer Arbeitervereins-Mitglieder und evangelischer Mitglieder Christlicher Gewerkschaften in Essen am 23. Juni 1907 sprach sich Wallbaum in einem Vortrag über die Gelben Gewerkschaften und vaterländischen Arbeitervereine grundsätzlich gegen die „wirtschaftsfriedliche“ Bewegung und gegen Streikbrech-Aktionen wirtschaftsliberal orientierter Gruppen (Hirsch-Dunckersche Gewerkvereine) nach französischem Vorbild aus.
Auf dem 13. Kirchlich-Sozialen Kongreß, der vom 27.–29. April 1908 in Bielefeld stattfand, hielten Pfarrer Lic. Reinhard Mumm (1873–1932), der Adoptiv- und Schwiegersohn Adolf Stoeckers, und Wallbaum grundlegende Referate. Mumm und Wallbaum forderten gemeinsam Ein ständiges christlich-nationales Seminar zur Ausbildung von Arbeitersekretären. Wallbaum schlug sechs- bis achtwöchige Kurse vor, um Arbeitersekretäre in „Vortragstechnik, Diskutieren, Disponieren, Agitieren, Vereins- und Versammlungstechnik“ praktisch zu schulen.

### Agitation gegen Veränderung der Tabaksteuer und Deckelung des Unterstützungsfonds
Bei einer überparteilichen Massendemonstration (ohne die Konservativen) gegen eine Veränderung der Tabaksteuer am 28. März 1909 auf dem Herforder Schützenberg redeten Carl Severing (SPD) und Wallbaum (CSP) nacheinander im selben Saal, außerdem redeten Heinrich Contze (Nationalliberale), Carl Hoffmann (SPD), sowie unter anderen die Fabrikanten Friedrich Schöningh aus Vlotho und Karl August Hindenberg (1868–1942) aus Münster bzw. Minden (beide Nationalliberale). Auf der 18. Gesamtversammlung des Gesamtverbandes der evangelischen Arbeitervereine Deutschlands am 10.–11. Juni 1908 in Halle/S. sprachen sich der nationalliberale Reichstagsabgeordnete Gustav Stresemann (1878–1929) und der Arbeitersekretär Wallbaum unter dem Thema Arbeiter und Kolonialpolitik für eine aktive Kolonialpolitik aus; Wallmann legte Nachdruck auf die dabei obliegenden „sittlichen Pflichten“. Entsprechend der antisemitischen Grundhaltung seiner Partei äußerte sich Wallbaum in Versammlungen auch kritisch über wirtschaftlichen Einfluss „des Judentums“. Die Verwendung des Begriffes „christlich“ zur Kennzeichnung einer politisch konservativen Richtung hielt er allerdings – auch bei seiner eigenen Partei – für eine Fehlentwicklung, die er bedauerte. Der 12. Christlich-Soziale Parteitag wählte Gewerkschaftssekretär Wallbaum am 20. Oktober 1908 in Herford zu einem der beiden stellvertretenden Vorsitzenden der Partei.
Mit dem sozialdemokratischen Schriftleitern der Bielefelder Volkswacht Carl Hoffmann (1857–1917) und Carl Severing (1875–1952) lieferte sich Wallbaum in Bünde, Dünne und benachbarten Orten in vielen politischen Versammlungen heftige Auseinandersetzungen. Der nationalliberale Syndikus der Mindener Handelskammer Karl August Hindenberg – Geschäftsführer des Westfälischen Zigarrenfabrikanten-Verbandes – strengte nach einer auf einer Versammlung der freigewerkschaftlichen (sozialdemokratischen) Tabakarbeitergewerkschaft im Juni 1910 von ihm selbst gehaltenen Rede und darauf folgenden Auseinandersetzungen mit der Christlich-Sozialen Partei erfolgreich eine Verleumdungsklage gegen Wallbaum an. Hindenberg hatte das Abstimmungsverhalten der christlich-sozialen Reichstagsabgeordneten Franz Behrens (1872–1943) und Georg Burckhardt (1848–1927), Mitglieder der Fraktionsgemeinschaft Wirtschaftliche Vereinigung, und von Zentrumsabgeordneten bei den Steuerberatungen kritisiert, wobei seine eigene Partei nicht anders gestimmt hatte. Strittig und Gegenstand wechselseitiger Vorwürfe, öffentlich die Unwahrheit gesagt zu haben, war, ob Wallbaum, nachdem ihm die Einwirkung auf die beiden Abgeordneten, gegen eine Deckelung des Unterstützungsfonds nach § IIa des Tabaksteuergesetzes zu stimmen, nicht gelungen war, im Wandelgang des Reichstags gesagt habe: „Eigentlich, Herr Hindenberg, müßten wir eine eigene Partei gründen“. Die Reise zur Lobbyarbeit nach Berlin war Wallbaum offenbar vom Westfälischen Zigarrenfabrikanten-Verband mit 161 ℳ finanziert worden.
Am 17. Juli 1910 redeten unter anderem Wilhelm Wallbaum, Gewerkschaftssekretär Fritz Röös aus Bielefeld, Bezirksleiter des Christlich-sozialen Verbandes der Tabak- und Zigarettenarbeiter Deutschlands, Sekretär Johannes Breddemann (* 1881; † nach 1932) vom Gesamtverband der christlichen Gewerkschaften Deutschlands, Arbeitersekretär Hermann Rafflenbeul, Redakteur August Oberbossel (* 1860; † nach 1930), der Hartumer Pfarrer Friedrich (Fritz) Rüter (1884–1953) und die konservativen preußischen Landtagsabgeordneten Karl Sielermann und August Sültemeyer auf einer Versammlung von mehr als 3000 (nach eigenen Angaben 10.000) westfälischen Tabakarbeitern in Rothenuffeln. Die Einladung zur Mitwirkung an einer sozialdemokratischen Protestveranstaltung im Kreis Herford gegen die Kürzung der Staatsunterstützung für arbeitslose Tabakarbeiter nach Erhöhung der Tabaksteuer, bei der im Oktober in Bünde auch Hindenberg auftreten sollte, nahm Wallbaum mit Hinweis auf die in Rothenuffeln bereits abgehaltene Kundgebung nicht an. Ab 1910 war Wallbaum Redakteur in Halle (Westf.).
Als Wallbaum wegen seines Gesprächs mit Hindenberg in einem sozialdemokratischen Flugblatt als „Bezahlter Unternehmeragent“ bezeichnet wurde und Severing auf einem SPD-Bezirksparteitag in Salzuflen geäußert haben sollte: „Die Namen Wallbaum und Rafflenbeul bedeuten ein Programm von Dreck“ warf Rafflenbeul den SPD-Funktionären Severing, Konrad Litzinger aus Minden und Hoffmann im April 1911 in der Zeitschrift Der Ravensberger „Arbeiterverrat“ vor. Am 21. und 25. September wurde deren Beleidigungsklage in Herford verhandelt.
Am 11. September 1911 nahm Wallbaum am 15. Christlich-Sozialen Parteitag in Wiesbaden teil. Während des 16. Christlich-Sozialen Parteitags in Düsseldorf sprach Wallbaum auf einer „öffentlichen Volksversammlung“ am 1. Oktober 1912 im Kaisersaal der Tonhalle vor „annähernd 1000 Personen“ über Soziale Aufgaben der Gegenwart. Auf dem 17. Christlich-Sozialen Parteitag vom 7.–9. September 1913 in Brinkhoffs Tonhalle bei Bielefeld-Gadderbaum hielt Wallbaum die Begrüßungsansprache.

### Mitglied des Preußischen Abgeordnetenhauses
Im Kaiserreich kandidierte Wallbaum für die Christlich-Soziale Partei 1907 (22,3 %) und 1912 (20,9 %) im Wahlkreis Minden 2 (Herford-Halle) erfolglos für den Reichstag. 1910 bis 1918 war er Mitglied des Gemeinderates in Gadderbaum. Vom 12. Juni 1913 bis zum 15. November 1918 war er Mitglied des Preußischen Abgeordnetenhauses. Wallbaum, der dort einziger Mandatsträger der CSP war, hielt sich als Hospitant zur Fraktion der Konservativen. Seine Partei hatte sich im Reichstag der Wirtschaftlichen Vereinigung angeschlossen. Wilhelm Wallbaum war der erste konservative Mandatsträger aus der Arbeiterklasse im Preußischen Abgeordnetenhaus.
Wallbaum engagierte sich weiterhin in der Posaunenchorarbeit des Minden-Ravensberger Gauverbands der Jünglings- und Jungfrauenvereine und hielt dort Vorträge wie Die christliche und patriotische Höhen- und Tiefenlage in Minden-Ravensberg oder Wie können wir aus der Rötekuhle herauskommen? Dem Vorstand des Vereins Evangelisch-soziale Schule (e. V.) gehörte Wallbaum als Stellvertretender geschäftsführender Vorsitzender an; Ehrenvorsitzender war Arthur von Posadowsky-Wehner, Vorsitzender Ludwig Weber und geschäftsführender Vorsitzender Franz Behrens. Die Evangelisch-soziale Schule führte unter der Leitung von Pastor Samuel Jaeger (1864–1927), dem Leiter der Theologischen Schule Bethel, seit 1913 Bibel- und Sozialkurse für evangelische Arbeitersekretäre, Gemeinde- und Jugendpfleger durch, organisierte soziale Studenten-Kurse und in Zusammenarbeit mit der Berliner Stadtmission und den Von-Bodelschwinghschen-Anstalten Bethel Sozialpraktika für Studenten und bot in Minden-Ravensberg Arbeiterbildungs-Veranstaltungen, Rechtsauskunftserteilung und Rednervermittlung an.

### Erster Weltkrieg
Kurz nach Beginn des Ersten Weltkriegs hielt Wilhelm Wallbaum auf dem 18. Christlich-Sozialen Parteitag am 20./21. September 1914 in Dillenburg einen Vortrag über Bauernstand und Volkswohl. Um 1915 war Wallbaum als Mitglied des Preußischen Abgeordnetenhauses Redakteur der in der Ravensberger Druck- und Verlagsanstalt in Bielefeld erscheinenden Tageszeitung Westfälisch-Lippische Volkszeitung. Der Ravensberger. Christlich-soziales Tageblatt für alle Stände. Wegen Ermittlungen zum Vorwurf einer Zuwiderhandlung gegen § 6 des Reichspreßgesetz (Impressumspflicht), bei denen zusammen mit Wallbaum auch der Redakteur August Oberbossel in Gößnitz (Sachsen-Altenburg) beschuldigt wurde, wollte der Königliche Sächsische Amtsanwalt in Plauen im Februar 1915 im Preußischen Abgeordnetenhaus die Aufhebung seiner Immunität erwirken, was aber auf Vorschlag der Geschäftsordnungskommission abgelehnt wurde.
Auf der 2. Vertreterkonferenz christlich-nationaler Arbeiter-Organisationen Westdeutschlands am 13. Mai 1915 in Essen hielt Wallbaum einen Vortrag Arbeiter und Krieg. Im April 1917 bestellte das Pressebureau des Preußischen Kriegsministeriums 460.000 Exemplare seiner Schrift Warum müssen wir durchhalten „zur Verbreitung durch die Gewerkschaften“ und zur Verteilung an Eisenbahnarbeiter. Einen Vortrag mit gleichem Titel verfasste auch Gustav Stresemann. Während der Dritten Flandernschlacht besuchten unter Führung des Leutnants Curt Joël vom Kriegspresseamt (Abteilung III b) Berlin und des dem Generalstab zugeteilten Oberleutnants Erich Lattmann Redakteur Hans Unruh aus Friedenau, Superintendent Gerhard Fischer (1869–1935) aus Erfurt, aus Frankfurt am Main die Direktoren Carl Schaefer († nach 1943) und Ferdinand Heberlein von der Metallbank und Metallurgischen Gesellschaft A.-G. (gemeinsam mit der Degussa auch im Besitz der Norddeutschen Affinerie), der Geschäftsführer des Deutschen Städtetages in Berlin Stadtrat a. D. Hans Luther (1925/26 Reichskanzler), die Verleger Paul Raabe aus Chemnitz und Otto Rippel sowie der Landtagsabgeordnete Wallbaum am 18. August 1917 ein Feldlazarett des XVIII. Armee-Korps an der Westfront.
Nach dem Rücktritt von Wilhelm Philipps (1859–1933) „unterstützte“ Wallbaum auf Bitte des Hauptvorstands seiner Partei – wegen des Krieges sollte zunächst kein Parteitag einberufen werden – von 1916 bis 1918 Georg Burckhardt im Vorsitz der CSP, der damit faktisch geteilt war. Auf dem Christlich-Sozialen Parteitag am 8. Oktober 1917 in Elberfeld forderte er in einem Vortrag über die Neuorientierungsfragen Im neuen Deutschland die tatsächliche Anerkennung der Arbeiter- und Angestelltenschaft hinsichtlich ihrer Arbeitsleistung, Schaffung von Arbeitskammern, Sicherstellung des Koalitionsrechtes, seine Erweiterung auf die Landarbeiter, Schaffung eines Staatsarbeiterrechts, schärfere Progression der Vermögensteuer, Staatsmonopole. Wallbaum warnte die Parteien der Rechten, sich der Neuordnung entgegenzustemmen; sie sollten die Führung übernehmen. Vom 28.–30. Oktober 1917 war Wallbaum neben dem katholischen Kongressvorsitzenden Adam Stegerwald (1874–1945) der evangelische zweite Vorsitzende des Deutschen Arbeiterkongress, der 4. Reichstagung des Gesamtverbandes der christlichen Gewerkschaften Deutschlands in Berlin. Am 4. Dezember 1917 sprach Wallbaum sich auf der Delegiertentagung der Evangelischen Arbeitervereine in Berlin in einem Vortrag Liegt die Parlamentarisierung im Interesse des Arbeiterstandes? gegen eine „Parlamentarisierung der Regierung“ aus.
Wilhelm Wallbaum trat 1918 als preußischer Landtagsabgeordneter in die Redaktion der liberalkonservativen Norddeutschen bzw. (ab November) Deutschen Allgemeinen Zeitung ein. In einem Namensartikel, der in der Norddeutschen Allgemeinen Zeitung veröffentlicht wurde, wandte er sich gegen den Januarstreik 1918, der im Wesentlichen von Angehörigen der Unabhängigen Sozialdemokratischen Partei (USPD) und des Spartakusbunds organisiert wurde.
Am 2. Mai 1918 stimmten Wallbaum und der litauische Pfarrer Vilius Gaigalaitis (1870–1945) im Preußischen Abgeordnetenhaus als einzige Angehörige der konservativen Fraktion – beide Hospitanten – für ein gleiches Wahlrecht anstelle des Mehrstimmenwahlrechtes. Dies entsprach einer Resolution des vierköpfigen „Politischen Parteiausschusses“ der CSP, die am 26. Februar 1918 unter Mitwirkung Wallbaums gefasst worden war.

### Mitbegründer der DNVP und Mitglied der Weimarer Nationalversammlung
Am 24. November 1918 beteiligte Wallbaum sich zusammen mit der ebenfalls christlich-sozial eingestellten Hauptvorsitzenden des Gewerkvereins der Heimarbeiterinnen Deutschlands Margarete Behm (1860–1929), mit Reinhard Mumm und mit dem christlich-sozialen Generalsekretär beim Gewerkverein der Bergarbeiter Franz Behrens an der Gründung der Deutschnationalen Volkspartei (DNVP). Wallbaum drängte den Hauptvorstand der CSP, einer Fusion mit der DNVP zuzustimmen und gehörte bis zum Juli 1919 deren erstem vorläufigen 32-köpfigen Arbeitsausschuss und mit Oskar Hergt (Vorsitz), Hermann Dietrich (stv. Vorsitz), Georg Schultz, Ferdinand Werner, Margarete Behm und Walther Graef dem daraus gewählten siebenköpfigen geschäftsführenden Gesamtvorstand an.
Zusammen mit Emil Hartwig (1873–1943), Paul Rüffer (* 1873; † nach 1939), Franz Behrens, Gustav Hülser (1887–1971), Margarete Behm, dem späteren Reichsverkehrsminister Wilhelm Koch (1877–1950) und Wilhelm Lindner (1884–1956) war Wallbaum einer der Repräsentanten des im Januar 1919 gegründeten Reichsarbeiterausschuss der DNVP, der auf dem Parteitag im Oktober 1921 in München in Deutschnationaler Arbeiterbund umbenannt wurde und 1926 nach eigenen Angaben 300.000 DNVP-Mitglieder von etwa 700.000 insgesamt umfasste. Obwohl der Reichsarbeiterausschuss bzw. Arbeiterbund eine zahlenmäßig starke Gruppe in der DNVP darstellte, blieb sein Einfluss auf die deutschnationale Politik verhältnismäßig gering.
Am 6. Februar 1919 wurde Wallbaum Mitglied der verfassungsgebenden Weimarer Nationalversammlung für den Wahlkreis 17 Münster-Minden-Schaumburg-Lippe (ab 1920: Wahlkreis 19 Westfalen-Nord). Am 18. Februar hatten die Abgeordneten Adam Stegerwald, Franz Wieber (beide Zentrum), Otto Hue (SPD) und Wilhelm Wallbaum zusammen mit einer Delegation von Eisenbahnunterbeamten, Handwerkern und Arbeitern aus dem rheinisch-westfälischen Industriegebiet eine Unterredung im Weimarer Stadtschloss mit Reichswehrminister Gustav Noske, dem Minister der öffentlichen Arbeiten (Eisenbahnminister) Wilhelm Hoff und dem preußischen Kriegsminister Walther Reinhardt. Im Auftrag von Vertreterkonferenzen der Reichsbahndirektions-Bezirke Essen, Münster und Elberfeld forderten sie – zur Vermeidung eines allgemeinen Streiks – den bewaffneten Schutz der Eisenbahn-Bediensteten vor „Putschisten“ und Übergriffen der örtlichen Arbeiter- und Soldatenräte.
Redebeiträge im Plenum hielt Wallbaum am 8. und 13. März bei den Beratungen zum Sozialisierungsgesetz vom 13. März 1919 und zum Kohlenwirtschaftsgesetz vom 23. März 1919. Bei der Verabschiedung des Kohlenwirtschaftsgesetz schloss sich ein Teil der Deutschnationalen unter Wallbaums Führung der Regierungsvorlage an. Zusammen mit dem DNVP-Abgeordneten Pfarrer Karl Veidt (früher CSP, später CSVD) aus Frankfurt am Main brachte er eine Kleine Anfrage (Nr. 96) zur Räumung von 320 Dienstwohnungen aller Militärbeamten in Mainz durch die französische Militärverwaltung ein, war aber beim Aufruf des Antrags im Plenum am 15. April nicht anwesend. Später verließ Wallbaum die Fraktion der DNVP, war kurzzeitig fraktionsloser Abgeordneter und schied am 29. September 1919 gleichzeitig mit Veidt aus der Nationalversammlung aus; seine Mandatsniederlegung stand vermutlich im Zusammenhang mit der kontroversen innerparteilichen Diskussion um die Sozialisierung. Angeblich beabsichtigte er, die Leitung einer neugegründeten Gesellschaft für politisch-wirtschaftliche Informationen zu übernehmen. Sein Nachfolger als Abgeordneter wurde im Nachrückverfahren Karl Sielermann.

### Gewerkschaftliche und politische Tätigkeit in der Weimarer Republik
Wilhelm Wallbaum war gemeinsam mit Kurt Dieterich Prokurist des 1919 gegründeten Berliner Verlags für Politik und Wirtschaft GmbH von Otto Stollberg, der zuvor Verlagsleiter der Norddeutschen bzw. Deutschen Allgemeinen Zeitung gewesen war, für die Wallbaum als Redakteur gearbeitet hatte. Wallbaums Prokura erlosch, als der Verlag 1922 mit der Firma Otto Stollberg & Co. zusammengelegt wurde.
In den Anfangsjahren der Weimarer Republik wurde er Schriftleiter und Generalsekretär des Gesamtverbandes evangelischer Arbeitervereine Deutschlands (GEAV) in Berlin-Friedenau. In diesem Verband waren 15 Landesverbände mit ca. 100.000 Mitgliedern zusammengeschlossen. Vorsitzende des Verbandes waren Pfarrer D. Ludwig Weber und nach dessen Tod gemeinsam Pfarrer Alfred Werbeck (1885–1956) und Wilhelm Koch. Organ des Verbandes war die in Hattingen erscheinende Zeitschrift Evangelischer Arbeiterbote. Als Generalsekretär wurde Wallbaum zum 1. Januar 1925 von Lic. theol. Alfred Grunz (* 1895; † nach 1949) und Ernst Rudolph (1893–1974) abgelöst. Gleichzeitig wurde ein neues Generalsekretariat in Berlin eröffnet. Der GEAV wurde 1933 aufgelöst bzw. gleichgeschaltet. Wallbaum war in den 1920er Jahren auch Vorstandsmitglied des Zentralverbandes der Land-, Forst- und Weinbergarbeiter Deutschlands, der Freien Kirchlich-Sozialen Konferenz (ab 1918 Kirchlich-Sozialer Bund) und des Deutschen Evangelischen Volksbundes für Öffentliche Mission des Christentums.
Der spätere Reichskanzler Heinrich Brüning von der Zentrumspartei hielt bei der Installierung von Adam Stegerwald als preußischem Ministerpräsidenten 1921 eine „dauernde Verbindung“ zu den Gewerkschaftern Wallbaum und Otto Rippel, um in der DNVP Verständnis dafür zu gewinnen, dass Stegerwald momentan kein Rechtskabinett bilden könne, sondern nur ein Kabinett mit gemäßigten Politikern.

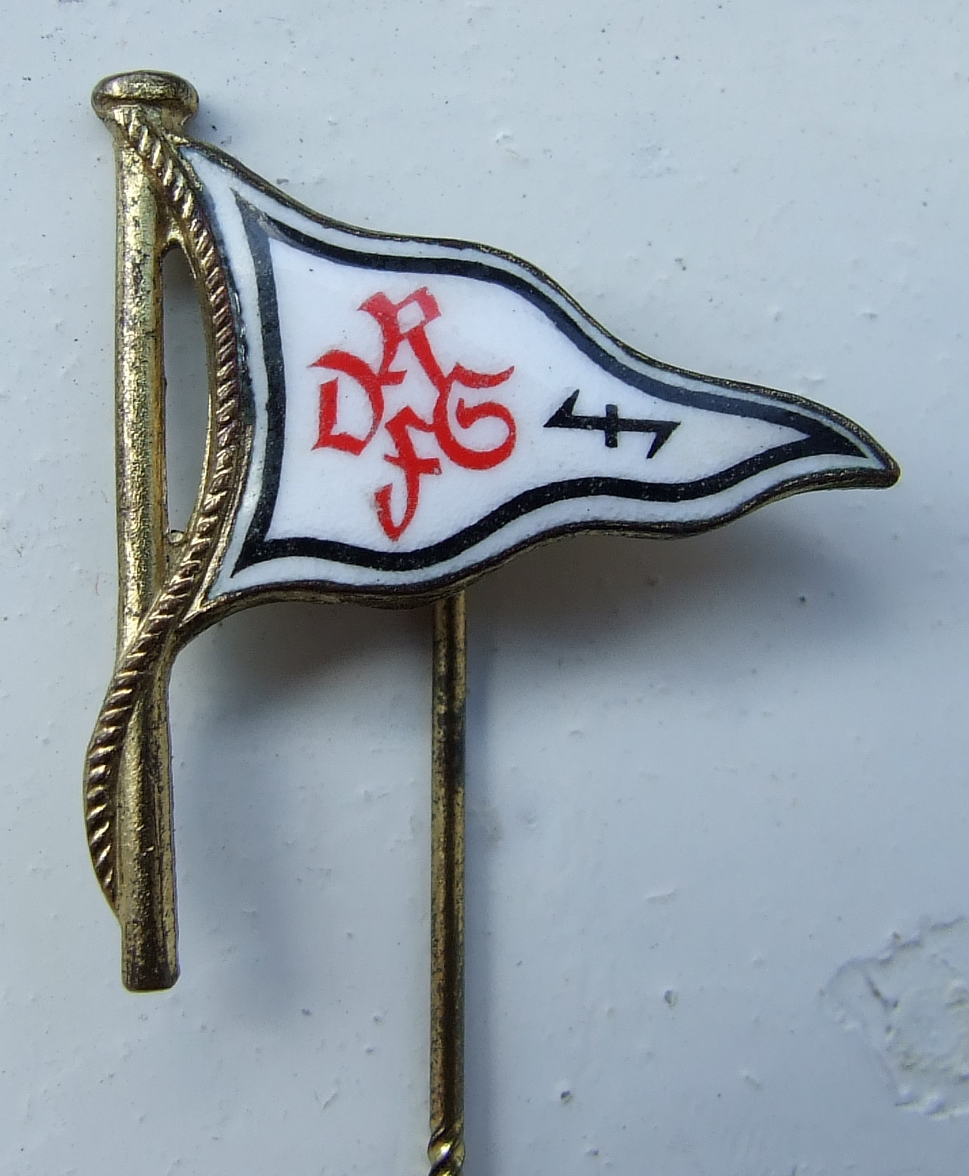
Anstecknadel des RDGF

Ab 1925 bis 1930 war Wallbaum als Nachfolger von Heinrich Gerlich (* 1882; † nach 1958) (DVP) Hauptgeschäftsführer und stellvertretender Vorsitzender des 1919 gegründeten Reichsverbands Deutscher Guts- und Forstbeamten (RDGF). Dieser Verband hatte etwa 20.000 Mitglieder, gab die Deutsche Gutsbeamten-Zeitung heraus und war dem Gesamtverband deutscher Angestelltengewerkschaften und damit dem christlich-nationalen Deutschen Gewerkschaftsbund angeschlossen. Vorsitzender des RDGF war der Diplom-Landwirt Hugo Lüttringhaus (* 1867; † nach 1931), Güterdirektor des Ritterguts Dallmin bzw. Verwalter der von Podbielskischen Güter in der Prignitz. Im Juni 1928 hielten der Präsident des Reichslandbundes Eberhard Graf von Kalckreuth und Wilhelm Wallbaum die beiden Festvorträge zum 25. Jubiläum auf dem Verbandstag in Leipzig, Wallbaum sprach über Wege und Ziele des Reichsverbandes. Auf der Mitgliederversammlung des Verbandes 1930 in Bautzen referierte Wallbaum über Die wirtschafts- und sozialpolitische Arbeit des Reichsverbandes deutscher Guts- und Forstbeamten nach dem Kriege und seine Zusammenarbeit mit der Deutschen Privatforstbeamtenschaft. Die Geschäftsstelle des Reichsverbandes befand sich zunächst in Berlin-Schöneberg, Martin-Luther-Straße 24, später im Bezirk Tiergarten in der Dörnbergstraße 6 (Straßenname 1980 aufgehoben). Wallbaum wohnte in der Ortslage Johannesstift bei Spandau. Die Evangelisch-soziale Schule war 1921 von Bielefeld in das Evangelische Johannesstift Berlin verlegt worden.
Wallbaums Nachfolger als Hauptgeschäftsführer des Reichsverbands deutscher Guts- und Forstbeamten wurde 1931 Florian Lorz (ab 1932 NSDAP). Lorz löste ihn 1931 auch ab als Beisitzer im Fachausschuss für Land- und Forstwirtschaft bei der Reichsanstalt für Arbeitsvermittlung und Arbeitslosenversicherung. Der Reichsverband deutscher Guts- und Forstbeamten wurde 1933 gleichgeschaltet und in den Verband deutscher land- und forstwirtschaftlicher Angestellter innerhalb der Deutschen Arbeitsfront überführt.

### Letzte Jahre
Nach dem Ausscheiden aus der Geschäftsführung des Reichsverbands deutscher Guts- und Forstbeamten gründete Wallbaum den Wirtschafts- und Siedlungsverlag. In der Schlussphase der Weimarer Republik setzte sich Wallbaum 1931–1933 in mehreren Beiträgen für die Bielefeld-Betheler Zeitung Aufwärts. Christliches Tageblatt mit den Kabinetten Brüning I und II, Papen und Schleicher und den jeweiligen Ergebnissen der Reichstagswahlen auseinander. Politisch ging er zunehmend auf Distanz zur DNVP und sympathisierte wie sein Freund Behrens inzwischen mit der Partei Christlich-Sozialer Volksdienst. 1933 starb Wallbaum „nach langem, schweren Leiden“.

## Veröffentlichungen
- zusammen mit Hermann Rafflenbeul: Gelbe Gewerkschaften und Vaterländische Arbeitervereine. Zwei Vorträge gehalten auf der III. Westdeutschen Konferenz Evangelischer Arbeitervereins-Mitglieder und evangelischer Mitglieder christlicher Gewerkschaften in Essen-Ruhr, mit einem Vorwort von Franz Behrens und einem Nachwort von Wilhelm Gutsche.[A 7] Verlag „Die Arbeit“, Bochum 1907.
- Arbeiter und Krieg. In: Wie halten wir durch im zweiten Kriegsjahr? Verhandlungen einer Vertreterkonferenz christlich-nationaler Arbeiter-Organisationen Westdeutschlands. Christlicher Gewerkschaftsverlag, Köln 1915, S. 8–19 (Digitalisat der Staatsbibliothek zu Berlin im Projekt Europeana 1914–1918 der University of Oxford).
- Krieg, Teuerung und Beamtenschaft. In: Monatsschrift für Deutsche Beamte 39 (1915), S. 219–222.
- Eine wichtige Beamtenfrage. In: Monatsschrift für Deutsche Beamte 39 (1915), S. 252–253.
- Heimstätte und Beamtenschaft. In: Monatsschrift für Deutsche Beamte 39 (1915), S. 279–280.
- Warum müssen wir durchhalten? Ein Wort an die deutsche Arbeiterschaft von Wilhelm Wallbaum, Mitglied des preußischen Abgeordnetenhauses. Otto Rippel, Hagen i. W. 1917 (Digitalisat der Bayerischen Staatsbibliothek München).
- Der Streik und die deutschen Arbeiterinteressen. In: Norddeutsche Allgemeine Zeitung 57. Jg., Nr. 56, vom 31. Januar 1918, S. 1f (Digitalisat der Staatsbibliothek Berlin).
- zusammen mit Alfred Hugenberg: Sozialisierung. Reden der Abgeordneten Dr. Hugenberg und Wallbaum in der Deutschen Nationalversammlung in Weimar am 8. März 1919, S. 18–32 (Deutschnationale Parlamentsreden 1). Deutschnationale Schriftenvertriebsstelle, Berlin 1919 (Digitalisat der Deutschen Nationalbibliothek).
- Vorwort. In: Georg Eber:[A 8] Die Krisis in der deutschen Landwirtschaft, ihre Ursachen und Auswirkungen. Vortrag in der Arbeitnehmervertretung bei der Bayerischen Landesbauernkammer in München am 18. Dezember 1928, hrsg. vom Reichsverband deutscher Guts- und Forstbeamten. Klinkicht, Meißen 1929.
- Durch Einigkeit zu Deutscher Stärke. In: Jubiläumsschrift zum 25jährigen Bestehen der Ortsgruppe Jöllenbeck 1904 / 1929. Zentralverband christlicher Textilarbeiter Deutschlands, o. O. 1929, S. 28f (PDF der Friedrich-Ebert-Stiftung Bonn).
- Zur Überfüllung und Existenzunsicherheit des Gutsbeamtenstandes.[89] In: Deutsche Gutsbeamtenzeitung. Organ des Reichsverbandes Deutscher Guts- und Forstbeamten. 28 (13. April 1930), S. 3f.
- Ein letztes Wort![90] In: Aufwärts. Christliches Tageblatt. Bielefeld-Bethel 12 (1930), Nr. 200 vom 13. September 1930, S. 1 (zeitpunkt.nrw)
- Reichskanzler Brüning am Scheidewege. In: Aufwärts. Christliches Tageblatt. Bielefeld-Bethel 13 (1931), Nr. 247 vom 22. Oktober 1931, S. 1 (zeitpunkt.nrw)
- Nationale Verantwortung[91] In: Aufwärts. Christliches Tageblatt. Bielefeld-Bethel 13 (1931), Nr. 265 vom 12. November 1931, S. 1f (zeitpunkt.nrw)
- Franz Behrens 60 Jahre alt. In: Aufwärts. Christliches Tageblatt. Bielefeld-Bethel 14 (1932), Nr. 27 vom 2. Februar 1932, S. 1 (zeitpunkt.nrw)
- Die Lage eine Woche nach der Wahl. In: Aufwärts. Christliches Tageblatt. Bielefeld-Bethel 14 (1932), Nr. 270 vom 16. November 1932, S. 1 (zeitpunkt.nrw)
- Siedler, Landarbeiter, Gutsbeamte und Nationalsozialismus.[92] In: Aufwärts. Christliches Tageblatt. Bielefeld-Bethel 14 (1932), Nr. 105 vom 5. Mai 1932, S. 2 (zeitpunkt.nrw)
- Das Ende der Regierungskrise. In: Aufwärts. Christliches Tageblatt. Bielefeld-Bethel 14 (1932), Nr. 287 vom 7. Dezember 1932, S. 1f (zeitpunkt.nrw)[93]
- Betrachtungen zur Programmrede des Reichskanzlers.[94] In: Aufwärts. Christliches Tageblatt. Bielefeld-Bethel 14 (1932), Nr. 299 vom 21. Dezember 1932, S. 1f (zeitpunkt.nrw)
- Innerpolitische Entscheidung vertagt. In: Aufwärts. Christliches Tageblatt. Bielefeld-Bethel 15 (1933), Nr. 21 vom 25. Januar 1933, S. 1 (zeitpunkt.nrw)
- Gedanken über das Wahlergebnis. In: Aufwärts. Christliches Tageblatt. Bielefeld-Bethel 15 (1933), Nr. 60 vom 11. März 1933, S. 1f (zeitpunkt.nrw)
- Die Zukunft der Gewerkschaften. In: Aufwärts. Christliches Tageblatt. Bielefeld-Bethel 15 (1933), Nr. 76 vom 30. März 1933, S. 4 (zeitpunkt.nrw)

## Verleger
- Karl Josef Erbs,[A 9] Franz Josef Fischer,[A 10] Max Reichstein:[A 11] Der Selbsthilfesiedler. Bau, Garten, Kleintierzucht. Wilhelm Wallbaum Wirtschafts- und Siedlungsverlag, Berlin 1932[95]
- Franz Josef Fischer, Max Reichstein: Das ABC für Gartenbau und Kleintierzucht. Praktischer Ratgeber. Wallbaum Wirtschafts- und Siedlungsverlag, Berlin 1932
- (Pseudonym) Jacob Verus (= „Der wahre Jakob“): Landarbeiter, Gutsbeamte, Siedler. Nationalsozialismus, Anteilwirtschaft, Teilbau. Wirtschafts- und Siedlungsverlag Berlin o. J. [ca. 1932]